# Magpie Island
Magpie Island ist eine Insel in der Themse in England nahe Aston in Berkshire und Medmenham in Buckinghamshire. Die Insel liegt flussaufwärts des Hurley Lock und gehört zu Berkshire.
Man nimmt an, dass der Schifffahrtskanal ursprünglich durch den heutigen Nebenarm des Flusses verlief. Diese Passage wurde mit Aalreusen stark verengt. Im 18. Jahrhundert gehörte die Insel zum Landbesitz von Culham Court.